# Équipe cycliste masculine Saint Michel-Preference Home-Auber 93

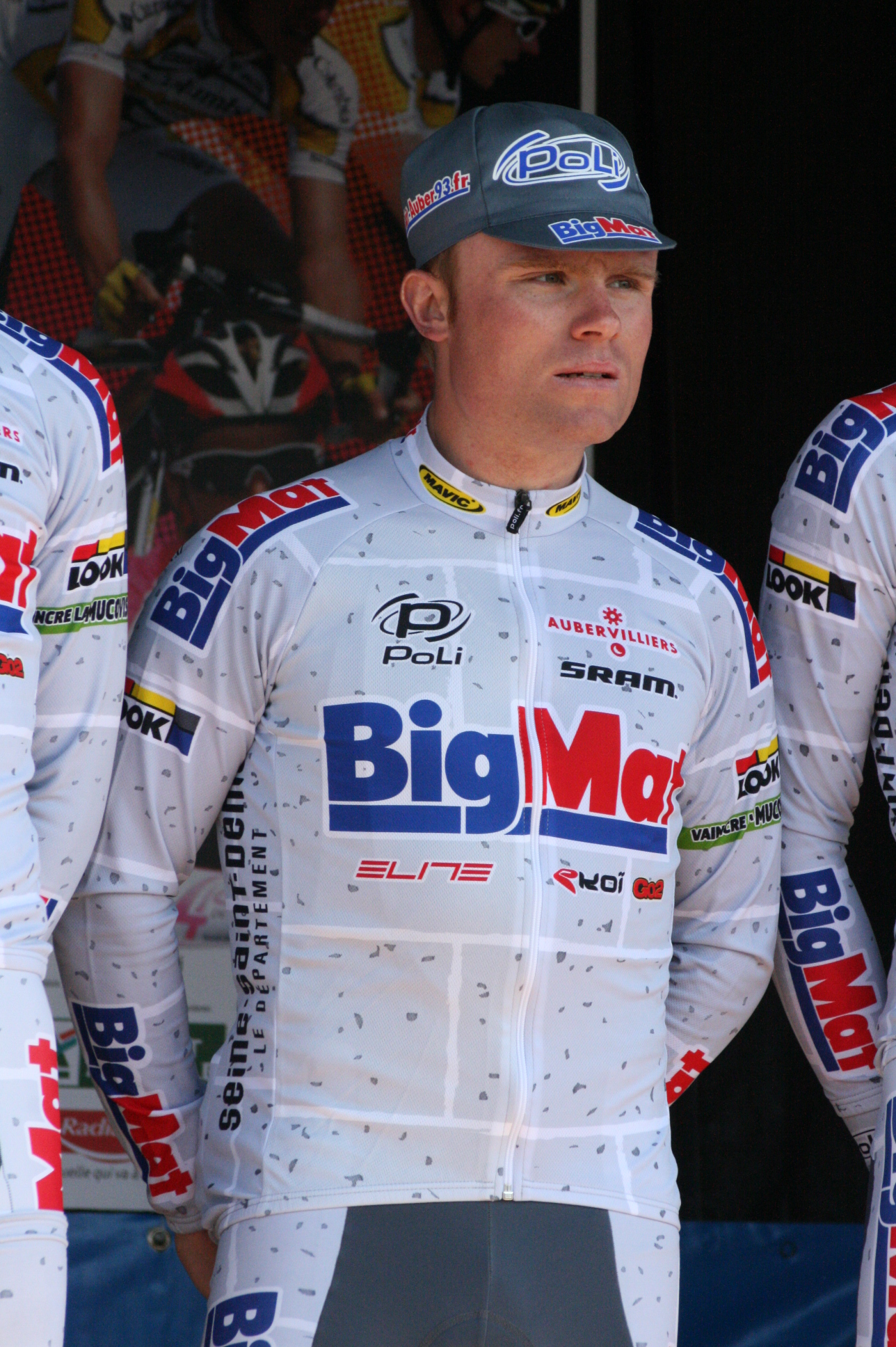
Fabien Bacquet avec le maillot de l'équipe en 2010.

Ne doit pas être confondu avec Équipe cycliste féminine Saint Michel-Preference Home-Auber 93.
L'équipe cycliste Saint Michel-Mavic-Auber 93 est une équipe française de cyclisme professionnel sur route. Elle a le statut d'équipe continentale depuis 2005. L'équipe a participé au Tour de France en 1996, 1997, 1998, 1999 et 2001. Elle a aussi été admise à courir le Tour d'Espagne en 2002.
Le club comporte depuis 2012 une section féminine, professionnelle depuis 2021, qui a disputé le Tour de France Femmes 2022.

## Histoire de l'équipe

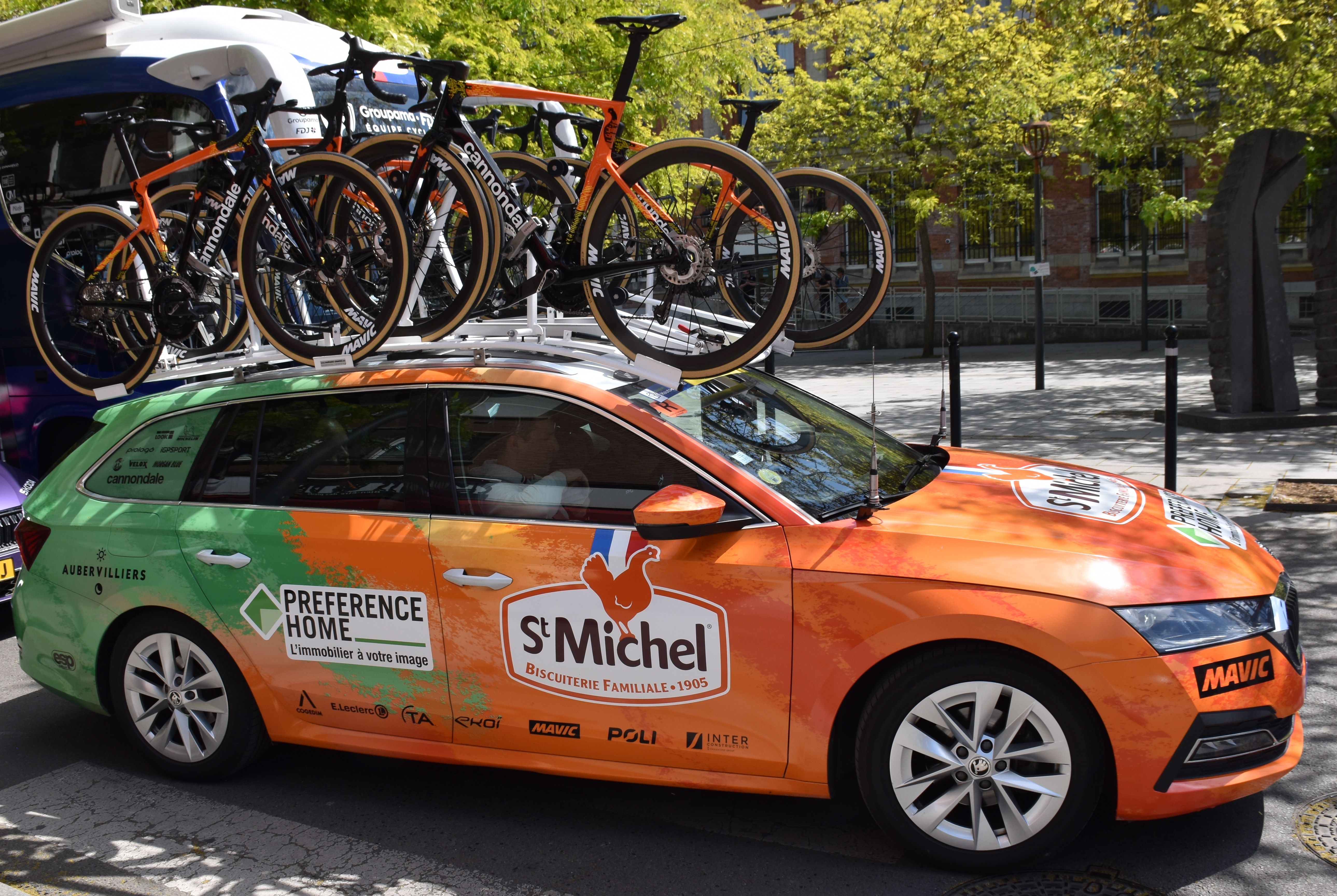
Véhicule Saint Michel-Preference Home Auber 93 lors des Quatre Jours de Dunkerque 2025

La création de l'équipe cycliste d'Aubervilliers s'est faite en 1994 avec l'appui de la Fédération française de cyclisme et la Ligue du Cyclisme Professionnel français.
C'est la première fois dans l'histoire du cyclisme qu'un club amateur et sa structure accèdent au monde professionnel, ceci pour répondre à un déficit de coureurs français professionnels.
L'équipe remporte sous le nom Aubervilliers 93 cinq victoires. L'année suivante, en 1995, elle remporte treize victoires. En 1996, l'équipe est sélectionnée pour le Tour de France et les P'tits Gars d'Auber gagnent une étape au Lac de Madine avec Cyril Saugrain, formé à l'école de cyclisme.
1997 voit l'arrivée d'un nouveau partenaire : BigMat. L'équipe s'appelle désormais BigMat-Auber 93 et participe pour la deuxième fois au Tour de France.
En 2000, pour sa septième année, l'équipe remporte le championnat de France sur route avec Christophe Capelle. En 2002, l'équipe est invitée pour la première fois sur le Tour d'Espagne, où Félix García Casas prend la huitième place du général.
De 2004 à 2009, l'équipe, après le départ de son principal sponsor, s'appelle désormais Auber 93. Elle s'inscrit dans une envie de formation, de mener les jeunes coureurs dans des équipes de très haut niveau. Depuis 2009, le groupe Auber 93 s'inscrit de plus en plus dans la lutte contre la mucoviscidose avec deux coureurs du club qui ont effectué un Tour de France de 25 jours sans assistance au profit de l'association Vaincre la Mucoviscidose.

Auber 93 se lance également dans la pratique handisport avec l'embauche d'un coureur en deuxième catégorie et la signature du convention avec l'ASSLA Paris.
Le BMX évolue également avec l'ouverture d'un stadium BMX au siège de l'équipe.
En 2010, Auber 93 retrouve son sponsor Big-Mat avec qui elle a remporté une étape du Tour de France en 1996 et un titre de champion de France en 2000.
En 2015, le sponsor BigMat décide de ne pas renouveler son partenariat et quitte le groupe. Un nouveau maillot est créé et l'équipementier BH est adopté. L'équipe remporte pour la deuxième fois le championnat de France sur route, grâce à son sprinteur Steven Tronet. En fin d'année, la société HP BTP, entreprise de travaux publics spécialisée dans le génie civil et la maîtrise des fluides, rejoint l'équipe en tant que co-sponsor à partir de 2016.
En 2018, la biscuiterie Saint-Michel devient le principal partenaire de l'équipe.
Le club comporte depuis 2012 une section féminine, professionnelle depuis 2021 : « On a mutualisé les moyens. St Michel Auber ce ne sont pas deux équipes mais une seule où tout le monde échange et est concerné. Chez nous, la mixité ce ne sont pas que de simples mots mais des actes ». Fin 2022, Mavic annonce devenir co-sponsor de Saint Michel-Auber 93.

## Dopage
En juillet 1998, un véhicule appartenant à l'équipe BigMat-Auber 93 est fouillé près d'Albertville et une petite quantité de substances suspectes est trouvée, sans qu'il n'y ait eu de poursuites par la suite. En 1999, Pascal Lino est suspendu par l'équipe pour avoir « tenté d'user des corticoïdes à l'insu du service médical de l'équipe ».
Le médecin de l'équipe, Philippe Bedoucha, est soupçonné d'avoir approvisionné certains coureurs de l'équipe en EPO et hormones de croissance et est placé en garde à vue le 29 novembre 2011 dans le cadre d'une enquête préliminaire diligentée par le Parquet de Créteil. Il avoue et est mis en examen le 1er décembre pour « cession et acquisition de produits dopants. » Il aurait notamment fourni à plusieurs coureurs des produits illicites entre 2007 et 2010.
En mars 2002, Niels Brouzes est testé positif à la testostérone après la troisième étape du Tour de Normandie, où il s'est classé troisième. Il est suspendu un an du 26 octobre 2002 au 25 octobre 2003.

## Principales victoires

### Courses d'un jour
- Paris-Camembert : Pascal Lino (1998)
- Circuito Montañés : Alexei Sivakov (1998)
- Le Samyn : Ludovic Auger (1998)
- Grand Prix de Plouay : Jeremy Hunt (2002)
- Tour du Jura : Yannick Talabardon (2004), Guillaume Levarlet (2007)
- Tro Bro Leon : Tristan Valentin (2005)
- Grand Prix de la ville de Nogent-sur-Oise : Tristan Valentin (2005)
- Paris-Mantes Cycliste : Maxime Méderel (2005), Niels Brouzes (2007), Florian Morizot (2008)
- Tour du Finistère : Niels Brouzes (2007)
- Grand Prix de Plumelec-Morbihan : Sylvain Georges (2011)
- Classic Sud Ardèche : Mathieu Drujon (2013)
- Grand Prix de Lillers-Souvenir Bruno Comini : Steven Tronet (2014)
- Paris-Troyes : Steven Tronet (2014), David Menut (2015), Romain Cardis (2021)
- Roue Tourangelle : Flavien Dassonville (2017)
- Boucles de l'Aulne : Kévin Le Cunff (2018)
- Grand Prix de la ville de Pérenchies : Théo Delacroix (2024)

### Courses à étapes
- Tour de l'Ain : Lylian Lebreton (1994)
- Tour de Normandie : Frédéric Pontier (1996), Ludovic Auger (2000)
- Circuit de Lorraine : Guillaume Auger (2003), Steve Chainel (2008)
- Ronde de l'Oise : Niels Brouzes (2008), Flavien Dassonville (2017), Anthony Maldonado (2019)
- Rhône-Alpes Isère Tour : Sylvain Georges (2011)
- Boucles de la Mayenne : Stéphane Rossetto (2014)
- Tour de Bretagne : Flavien Dassonville (2017)
- Circuit des Ardennes international : Anthony Maldonado (2018)
- Kreiz Breizh Elites : Damien Touzé (2018)
- À travers les Hauts-de-France : Jason Tesson (2021)
- Tour Alsace : Joris Delbove (2024)

### Championnats nationaux
- Championnats d'Estonie sur route : 2

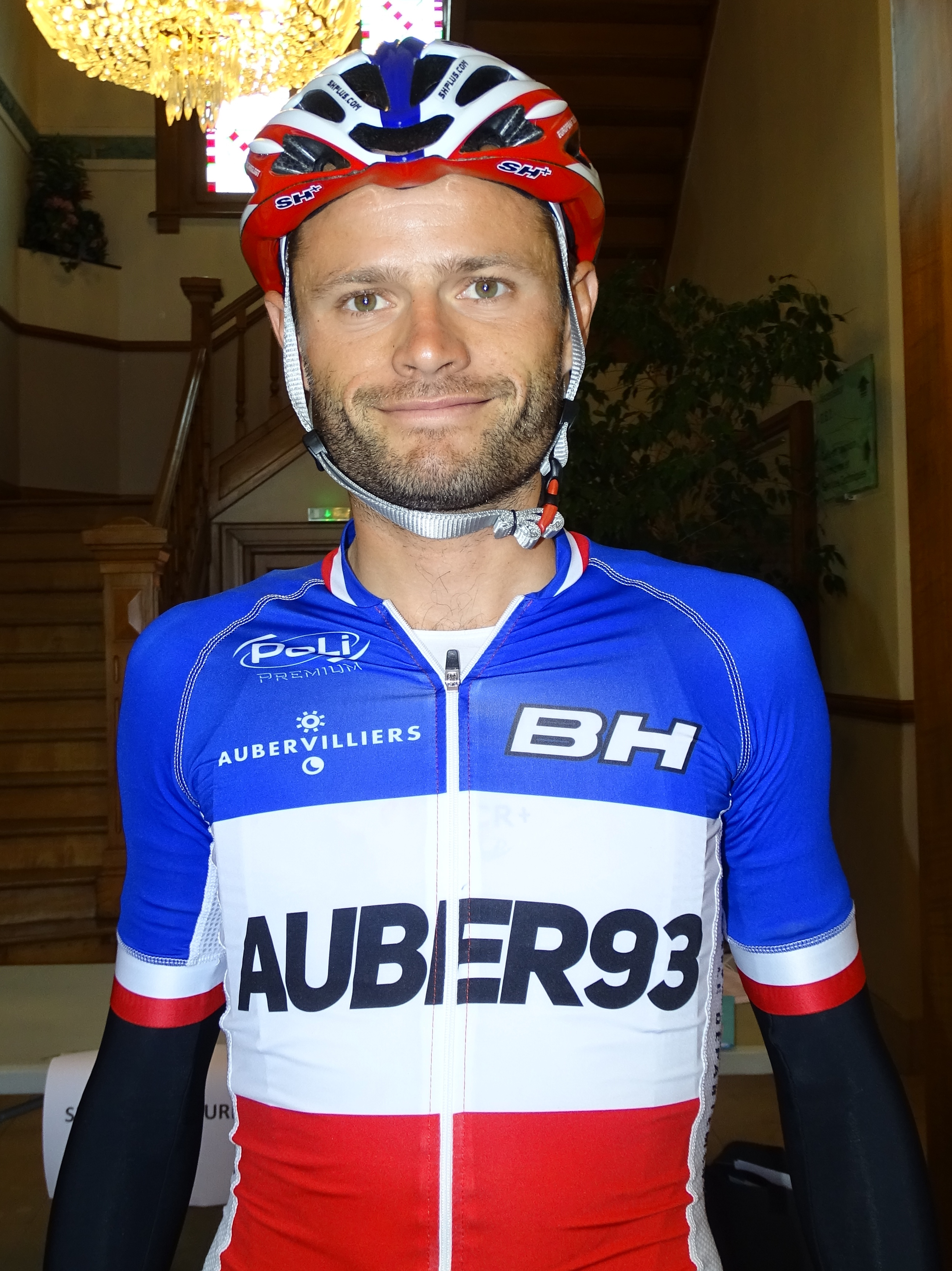
Steven Tronet arborant son maillot de champion de France sur route lors du Grand Prix de la ville de Pérenchies 2015.

  - Course en ligne : 2014 et 2019 (Alo Jakin)
- Championnats de France sur route : 4
  - Course en ligne : 2000 (Christophe Capelle) et 2015 (Steven Tronet)
  - Course en ligne espoirs : 2013 (Flavien Dassonville)
  - Contre-la-montre espoirs : 2008 (Tony Gallopin)
- Championnats de Grande-Bretagne sur route : 1
  - Course en ligne : 2001 (Jeremy Hunt)

## Bilan sur les grands tours
- Tour de France :

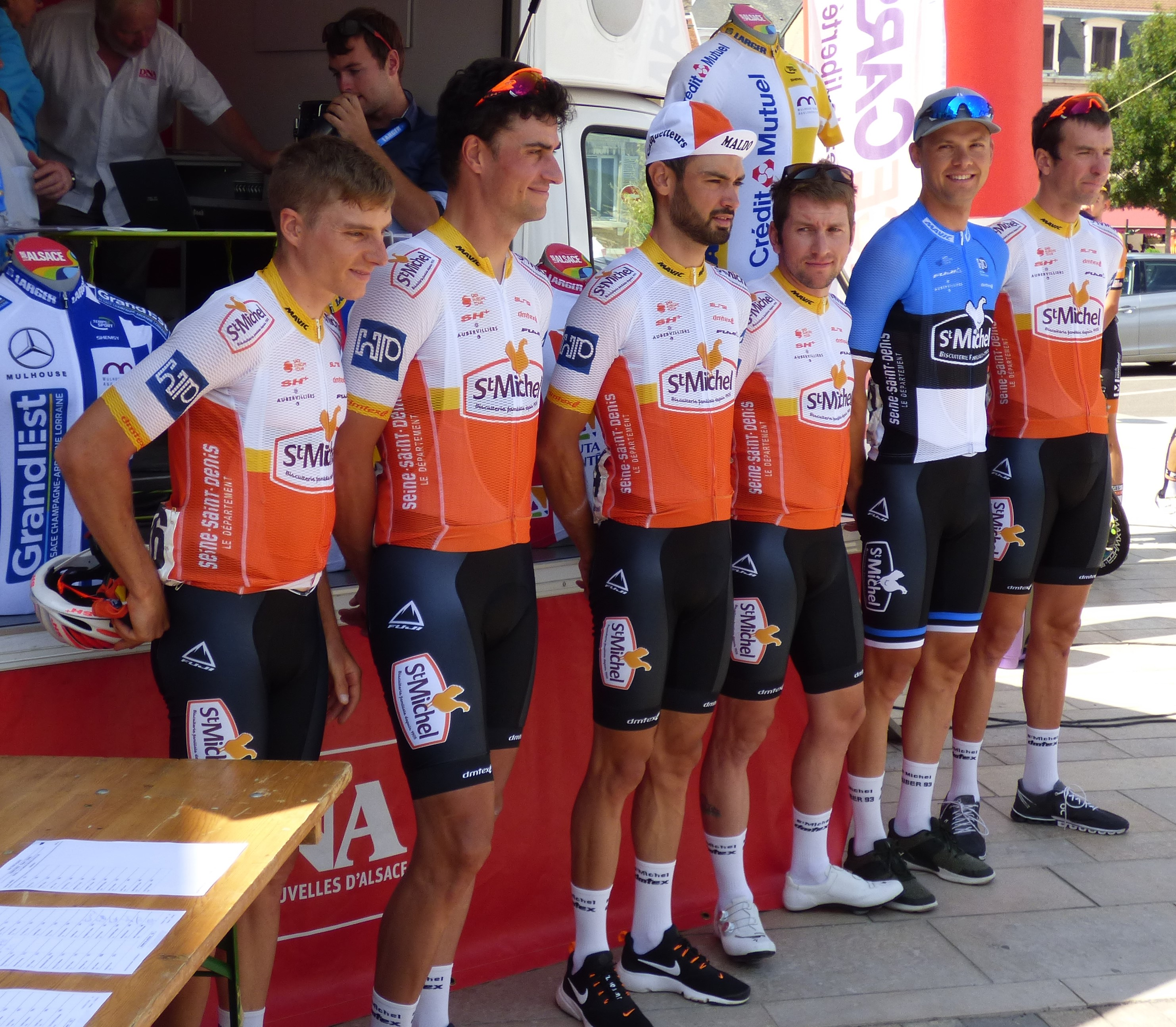
Présentation de l'équipe lors du Tour Alsace 2019

  - 5 participations (1996, 1997, 1998, 1999, 2001)
  - 1 victoire d'étape
    - 1 en 1996 : Cyril Saugrain

  - Meilleur classement : 26e (Thierry Bourguignon en 1998)
- Tour d'Espagne
  - 1 participation (2002)
  - Meilleur classement : 8e (Félix García Casas en 2002)

## Classements UCI
Jusqu'en 1998, les équipes sont classées en une seule catégorie. De 1996 à 1998, l'équipe est classée parmi les Groupes Sportifs II (GSII), la deuxième catégorie des équipes cyclistes professionnelles. Puis, elle fait partie des équipes GSI en 2002 et redevient GSII en 2003 et 2004. Les classements détaillés ci-dessous pour cette période sont ceux de l'équipe en fin de saison.
| Saison | Classement par équipes | Meilleur coureur au classement individuel |
| ------ | ---------------------- | ----------------------------------------- |
| 1995   | 33e                    | Lylian Lebreton (274e)                    |
| 1996   | 33e                    | Christophe Capelle (221e)                 |
| 1997   | 33e                    | Pascal Lino (163e)                        |
| 1998   | 30e                    | Pascal Lino (159e)                        |
| 1999   | 10e (GSII)             | Lylian Lebreton (304e)                    |
| 2000   | 31e (GSII)             | Christophe Capelle (337e)                 |
| 2001   | 11e (GSII)             | Stéphane Heulot (89e)                     |
| 2002   | 29e                    | Félix García Casas (65e)                  |
| 2003   | 23e (GSII)             | Alexei Sivakov (440e)                     |
| 2004   | 10e (GSII)             | Ludovic Auger (322e)                      |

Depuis 2005, l'équipe participe aux circuits continentaux et principalement à des épreuves de l'UCI Europe Tour. Les tableaux ci-dessous présentent les classements de l'équipe sur les différents circuits, ainsi que son meilleur coureur au classement individuel.
UCI Africa Tour
| UCI Africa Tour | UCI Africa Tour        | UCI Africa Tour                           | UCI Africa Tour |
| Année           | Classement par équipes | Meilleur coureur au classement individuel |                 |
| --------------- | ---------------------- | ----------------------------------------- | --------------- |
| 2021            | -                      | Morne van Niekerk (51e)                   |                 |
| 2022            | -                      | Morne van Niekerk (25e)                   |                 |
| 2023            | -                      | Morne van Niekerk (45e)                   |                 |
|                 |                        |                                           |                 |
| Source : UCI    |                        |                                           |                 |

UCI Europe Tour
| UCI Europe Tour | UCI Europe Tour        | UCI Europe Tour                           | UCI Europe Tour |
| Année           | Classement par équipes | Meilleur coureur au classement individuel |                 |
| --------------- | ---------------------- | ----------------------------------------- | --------------- |
| 2005            | 23e                    | Tristan Valentin (85e)                    |                 |
| 2006            | 27e                    | Rene Mandri (112e)                        |                 |
| 2007            | 29e                    | Niels Brouzes (86e)                       |                 |
| 2008            | 19e                    | Steve Chainel (22e)                       |                 |
| 2009            | 30e                    | Maxime Méderel (162e)                     |                 |
| 2010            | 40e                    | Maxime Méderel (173e)                     |                 |
| 2011            | 22e                    | Sylvain Georges (40e)                     |                 |
| 2012            | 41e                    | Steven Tronet (71e)                       |                 |
| 2013            | 32e                    | Mathieu Drujon (96e)                      |                 |
| 2014            | 32e                    | Stéphane Rossetto (56e)                   |                 |
| 2015            | 24e                    | Steven Tronet (55e)                       |                 |
| 2016            | 22e                    | Romain Feillu (33e)                       |                 |
| 2017            | 14e                    | Flavien Dassonville (58e)                 |                 |
| 2018            | 21e                    | Damien Touzé (126e)                       |                 |
| 2019            | 28e                    | Alo Jakin (205e)                          |                 |
| 2020            | 60e                    | Anthony Maldonado (392e)                  |                 |
| 2021            | 26e                    | Jason Tesson (122e)                       |                 |
| 2022            | 24e                    | Jason Tesson (171e)                       |                 |
| 2023            | 28e                    | -                                         |                 |
|                 |                        |                                           |                 |
| Source : UCI    |                        |                                           |                 |

Depuis 2016, l'équipe est également classée au Classement mondial UCI qui prend en compte toutes les épreuves UCI et concerne toutes les équipes UCI.
| Classement mondial | Classement mondial     | Classement mondial                        | Classement mondial |
| Année              | Classement par équipes | Meilleur coureur au classement individuel |                    |
| ------------------ | ---------------------- | ----------------------------------------- | ------------------ |
| 2016               | -                      | Romain Feillu (129e)                      |                    |
| 2017               | -                      | Flavien Dassonville (166e)                |                    |
| 2018               | -                      | Damien Touzé (270e)                       |                    |
| 2019               | 53e                    | Alo Jakin (251e)                          |                    |
| 2020               | 95e                    | Anthony Maldonado (475e)                  |                    |
| 2021               | 47e                    | Jason Tesson (143e)                       |                    |
| 2022               | 47e                    | Jason Tesson (210e)                       |                    |
| 2023               | 56e                    | Romain Cardis (407e)                      |                    |
| 2024               | 38e                    | Alexandre Delettre (155e)                 |                    |
|                    |                        |                                           |                    |
| Source : UCI       |                        |                                           |                    |

## Saint Michel-Preference Home-Auber 93 en 2025
Effectif
| Effectif 2025            | Effectif 2025     | Effectif 2025  | Effectif 2025                             |
| Cycliste                 | Date de naissance | Pays           | Équipe précédente                         |
| ------------------------ | ----------------- | -------------- | ----------------------------------------- |
| Lucas Bénéteau           | 15 mars 2002      | France         | SCO Dijon (2023)                          |
| Nicolas Breuillard       | 13 mars 2000      | France         | AVC Aix-en-Provence (2023)                |
| Romain Cardis            | 12 août 1992      | France         | Total Direct Énergie (2020)               |
| Thomas Champion          | 8 septembre 1999  | France         | Cofidis (2024)                            |
| Dillon Corkery           | 12 février 1999   | Irlande        | Club Cycliste d'Étupes (2023)             |
| Théo Delacroix           | 21 février 1999   | France         | Intermarché-Wanty-Gobert Matériaux (2022) |
| Jérémy Lecroq            | 7 avril 1995      | France         | Matériel-vélo.com (2023)                  |
| Alan Riou                | 2 avril 1997      | France         | Arkéa-B&B Hotels (2024)                   |
| Yohann Simon             | 16 novembre 2001  | France         | Dinan Sport Cycling (2024)                |
| Morne van Niekerk        | 17 août 1995      | Afrique du Sud | Martigues Sport Cyclisme (2017)           |
|                          |                   |                |                                           |
| Source : ProCyclingStats |                   |                |                                           |

Victoires
| Victoires | Victoires | Victoires | Victoires | Victoires | Victoires |
| Date      | Course    | Pays      | Classe    | Vainqueur |           |
| --------- | --------- | --------- | --------- | --------- | --------- |

## Saisons précédentes

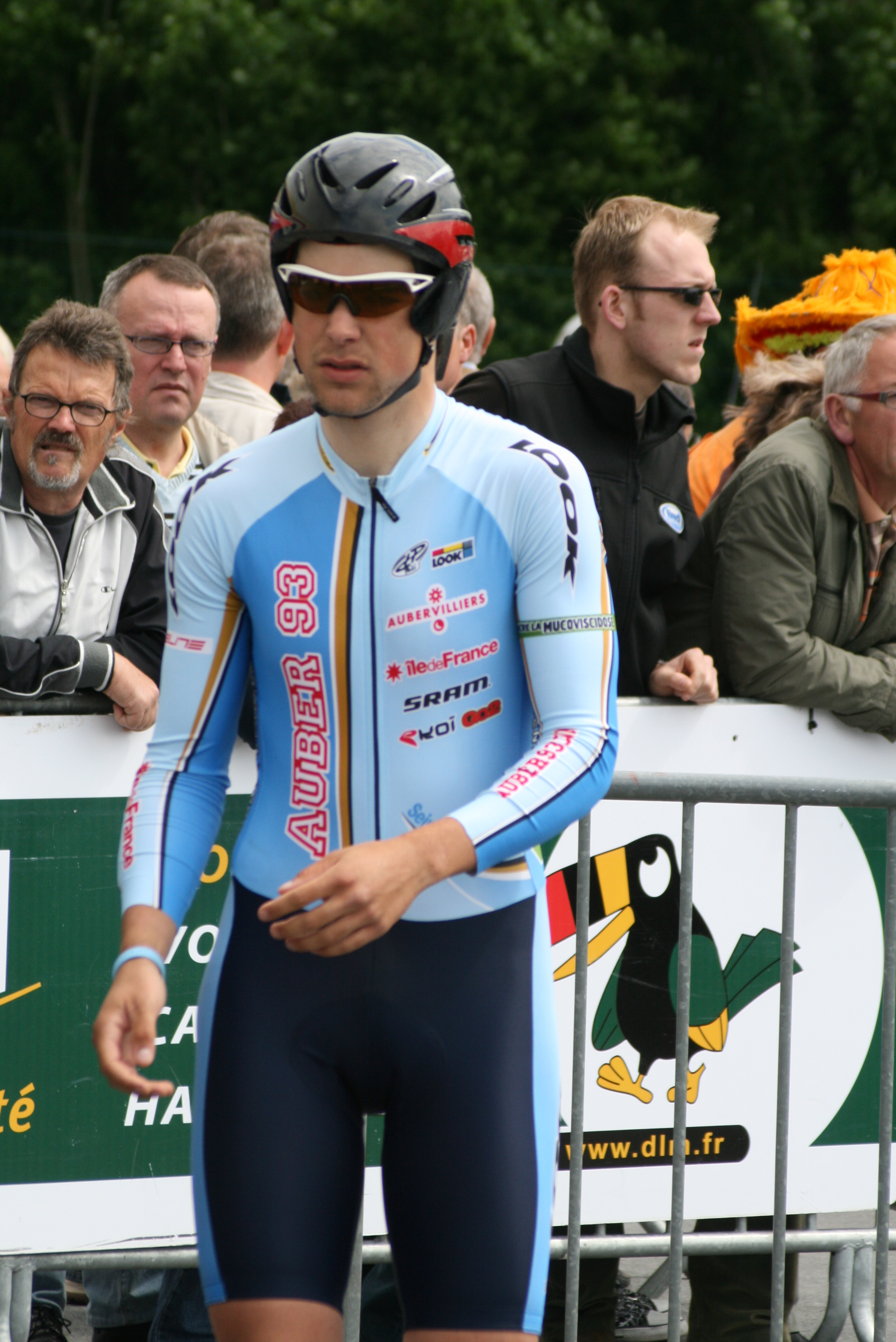
Tony Gallopin lors des Quatre Jours de Dunkerque 2009

- BigMat-Auber 93 en 2014
- Auber 93 en 2015
- HP BTP-Auber 93 en 2016
- HP BTP-Auber 93 en 2017
- Saint Michel-Auber 93 en 2018